# Белый пароход (благотворительный проект)
Белый пароход — российский благотворительный проект, учреждённый в 2005 году для поддержки музыкально-одарённых детей со сложной судьбой.

## История
Проект сформирован в 2005 году председателем правления Хабаровского краевого благотворительного фонда «АРИДИ» Ириной Анатольевной Юрьевской и оперным певцом Николаем Алексеевичем Диденко.
«Белый пароход» под руководством Николая Диденко с лета 2005 года провел несколько рейсов по Амуру, круиз по Волге (в мае 2012 года), давал концерты в Хабаровском крае, в Москве на сцене Дворца на Яузе в 2011 году и в театре «Новая опера» в 2012 году, в Московском Международном Доме Музыки в 2016—2017 годах, в концертном зале П. И. Чайковского Московской филармонии в 2018 году. С 2014 года в связи с продажей теплохода «Василий Поярков», на базе которого много лет проходили творческие смены проекта, проект стал сухопутным детским лагерем.

## Деятельность
«Белый пароход» представляет собой программу музыкальной реабилитации, обучения вокалу, игре на музыкальных инструментах, работе в хоре для музыкально-одарённых детей с ограниченными физическими возможностями, детей из неполных семей, детских домов и интернатов.
За годы существования «Белого парохода» его воспитанники и выпускники получили музыкальное образование в таких ведущих учебных заведениях России как Академия хорового искусства им. В.Попова, ГМУЭДИ, РАМ им. Гнесиных, принимали участие в различных детских и юношеских конкурсах, участвовали в Дельфийских играх, в детском Евровидении, «Голос. Дети», в музыкальном проекте телеканала НТВ «Ты супер», обрели новые семьи, опекунов и получили возможность изменить свою прежнюю жизнь.
На данный момент проект поддерживается Фондом поддержки творчески одаренных детей и молодежи «Белый Пароход», созданном в 2017 году. Также среди партнёров и спонсоров — благотворительный фонд бизнесмена и мецената Михаила Гуцериева «САФМАР», нефтяная компания «Лукойл», благотворительный фонд «Система», фонд «СУЭК-Регионам», Росэлектроника, и другие.
Основными задачами проекта являются выявление, поддержка, реабилитация детей средствами искусства и помощь в получении профессионального музыкального образования.
Так, например, результатом работы вокальной школы становится итоговый гала-концерт в конце каждого рейса «Белого Парохода» и гастроли в течение года по разным регионам России. За годы существования проекта в нём приняли участие более 800 детей.
Работу проекта положительно оценили Святейший Патриарх Московский и всея Руси Кирилл, актёры Сергей Юрский и Екатерина Гусева, композитор Александра Пахмутова, поэт Николай Добронравов, оперная певица Анна Нетребко.

## Награды
Благотворительный проект «Белый пароход» стал финалистом премии в области развития общественных связей «Серебряный лучник — Дальний Восток 2017» в категории «Лучший проект в области благотворительности».